# Kruškovac (Gospić)
Kruškovac falu Horvátországban Lika-Zengg megyében. Közigazgatásilag Gospićhoz tartozik.

## Fekvése
Gospićtól légvonalban 20 km-re, közúton 22 km-re délkeletre a Likai-mező délkeleti részén, a Velebit-hegység alatt, az A1-es autópályától nyugatra fekszik.

## Története
A török kiűzése után pravoszláv vlachokkal betelepített falvak közé tartozik. Lakói egyházilag a raduči parókiához tartoztak. 1857-ben 195, 1910-ben 239 lakosa volt. A trianoni békeszerződés előtt Lika-Korbava vármegye Gospići járásához tartozott. Ezt követően előbb a Szerb-Horvát-Szlovén Királyság, majd Jugoszlávia része lett. 1941. augusztus 5-én a falu határában fekvő szurdokban az usztasák 256 divoseloi, čitluki és ornicei szerbet mészaroltak le. 1991-ben lakosságának 96 százaléka szerb nemzetiségű volt, akik a Krajinai Szerb Köztársasághoz csatlakoztak. A „Vihar” nevű hadművelet során 1995. augusztus 6-án a horvát hadsereg visszafoglalta a települést, melynek szerb lakói elmenekültek. A falunak 2011-ben mindössze 20 lakosa volt.

## Lakosság
| Lakosság változása | Lakosság változása | Lakosság változása | Lakosság változása | Lakosság változása | Lakosság változása | Lakosság változása | Lakosság változása | Lakosság változása | Lakosság változása | Lakosság változása | Lakosság változása | Lakosság változása | Lakosság változása | Lakosság változása | Lakosság változása |
| ------------------ | ------------------ | ------------------ | ------------------ | ------------------ | ------------------ | ------------------ | ------------------ | ------------------ | ------------------ | ------------------ | ------------------ | ------------------ | ------------------ | ------------------ | ------------------ |
| 1857               | 1869               | 1880               | 1890               | 1900               | 1910               | 1921               | 1931               | 1948               | 1953               | 1961               | 1971               | 1981               | 1991               | 2001               | 2011               |
| 195                | 205                | 209                | 231                | 252                | 239                | 225                | 235                | 211                | 213                | 182                | 140                | 120                | 85                 | 11                 | 20                 |

## Nevezetességei
Zir várának maradványai. 